# Александaр Ужанков
Александaр Николајевич Ужанков (Сновск, 18. јун 1955) руски је филолог, књижевни критичар, културолог, теоретичар и историчар књижевности и културе Древне Русије.
Доктор је филолошких наука (2005), кандидат културологије (2000) и професор (2010).
Највећи је експерт у области староруске књижевности.
Познат је по томе што је разрадио нови приступ анализе садржаја руских бајки, основан на симболичној интерпретацији њиховог библијског, јеванђелског, православног и морално-психолошког смисла.
Његови научни радови превођени су на украјински, српски, италијански и енглески језик.